# Albericus gunnari
Albericus gunnari är en groddjursart som beskrevs av Menzies 1999. Albericus gunnari ingår i släktet Albericus och familjen Microhylidae. IUCN kategoriserar arten globalt som otillräckligt studerad. Inga underarter finns listade i Catalogue of Life.